# Fandom (subcultuur)
De term fandom duidt op een subcultuur die wordt gevormd door de gemeenschap van fans die een gemeenschappelijke interesse delen in een cultureel fenomeen, zoals een hobby, boek, sage, auteur, filmgenre of een mode. De term wordt vooral vaak gebruikt specifiek voor de fans van bepaalde werken uit het fantasy- of sciencefictiongebied.
De term is afkomstig uit de Engelse taal als een samenvoeging van de woorden fan en het achtervoegsel dom zoals in kingdom (koninkrijk).

## Geschiedenis
De term fandom verscheen voor het eerst in de jaren 30 van de twintigste eeuw in de Verenigde Staten op het gebied van sciencefiction. De eerste Amerikaanse tijdschriften publiceerden het adres van lezers die brieven naar de redactie stuurden, die op deze manier met elkaar in contact kwamen, en zo de eerste groepen fans vormden. Die fans begonnen met het publiceren van kleine oplagen amateurbladen (de zogenaamde fanzines, een samenvoeging van fan en magazines), fanclubs oprichtten, tot het organiseren van de eerste World Science Fiction Convention (Worldcon) in 1939.
Vanaf de tweede helft van de jaren 90 heeft internet, en met name het world wide web, een grote impuls gegeven aan de ontwikkeling van grote en nieuwe fandoms, dankzij de mogelijkheden om virtuele groepen te creëren via nieuwsgroepen, mailinglijsten, internetforums en webzines. Dit heeft ook geleid tot een grotere specialisatie van het fandom.
Een ander onderdeel van fandom dat voortkomt uit de toename van de verspreiding van het internet is gericht op tekenfilms, dorama, anime en manga van Japanse afkomst.

## Bekende fandoms
- Beatlemaniacs, fans van The Beatles
- Bondians, fans van James Bond
- Bronies, fans van My Little Pony
- Browncoats, fans van Firefly
- Potterheads, fans van Harry Potter
- Swifties, fans van Taylor Swift
- Trekkies, fans van Star Trek